# How to Win at Checkers (Every Time)
How to Win at Checkers (Every Time) je koprodukčni hraný film z roku 2015, který režíroval Josh Kim podle vlastního scénáře. Snímek měl světovou premiéru na filmovém festivalu Berlinale 8. února 2015 v rámci sekce Panorama. V ČR byl uveden v roce 2015 na filmovém festivalu Mezipatra pod názvem Výhoda posledního tahu. Film byl vybrán, aby zastupoval thajskou kinematografii na 88. ročníku udílení Oscarů, ale nedostal se do užší nominace.

## Děj
Oatovi je jedenáct a se starším bratrem Ekem je vychovává jejich teta. Oat ke staršímu bratrovi vzhlíží jako ke svému vzoru, obdivuje jeho motorku a jeho kamarády. Oatovým cílem je porazit ho jednou v dámě, aby s ním mohl vyrazit na noční průzkumnou túru. Ekovi hrozí, že bude odveden do armády. Malý Oat se snaží pomoct svému bratrovi všemi prostředky, ale nezíská dost peněz na úplatky. Podaří se mu však bratra porazit ve hře a může s ním jet do nočního podniku. Ek nakonec musí nastoupit na vojenskou službu, během které přijde o život.

## Obsazení
| Toni Rakkaen           | Oat v dospělosti |
| Ingkarat Damrongsakkul | Oat              |
| Thira Chutikul         | Ek               |
| Jinn Jinna Navarat     | Jai              |
| Natarat Lakha          | Kitty            |
| Kowit Wattanakul       | Sia              |
| Nuntita Khampiranon    | zpěvačka v baru  |
| Michael Shaowanasai    | zákazník v baru  |
| Anawat Patanawanichkul | Junior           |
| Vatanya Thamdee        | teta             |